# Accademia reale svedese di musica

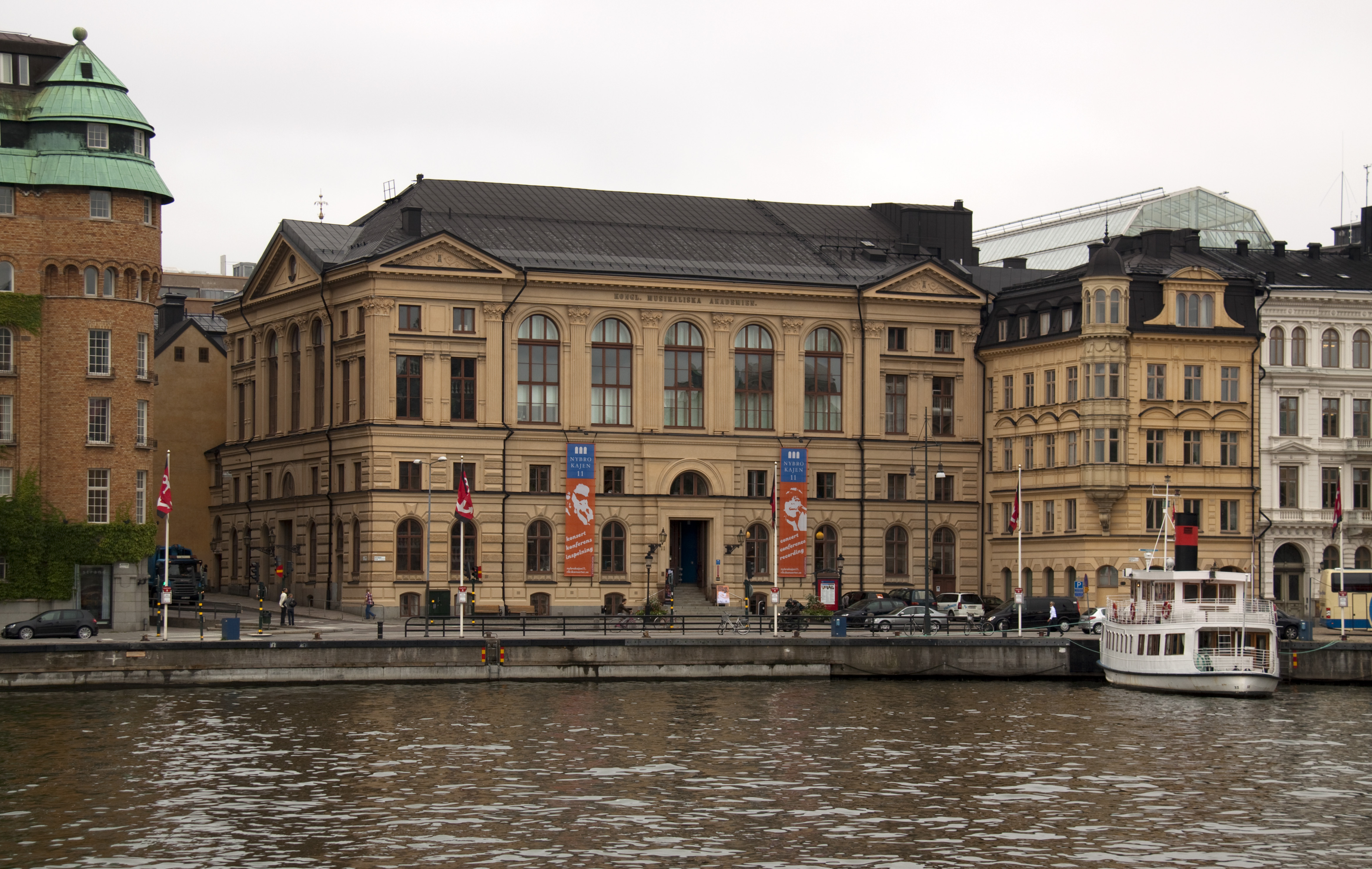
Sede a Stoccolma

L'Accademia reale svedese di musica (in lingua svedese: Kungliga Musikaliska Akademien) venne fondata dal re Gustavo III di Svezia nel 1771 ed è una delle accademie reali svedesi. L'accademia è un'organizzazione indipendente creata con lo scopo di promuovere lo sviluppo artistico, scientifico, educativo e culturale della musica.
L'Accademia è incaricata di assegnare il Polar Music Prize, un prestigioso premio musicale considerato come il premio Nobel della musica.